# Ixodes marxi
Ixodes marxi är en fästingart som beskrevs av Nathan Banks 1908.
Ixodes marxi ingår i släktet Ixodes och familjen hårda fästingar. Inga underarter finns listade i Catalogue of Life.